# آرگا-یوریاخ (راسوخا)
آرگا-یوریاخ (روسی: Арга-Юрях) یک رودخانه در استان یاقوتستان کشور روسیه است.